# 镇 (越南)
镇（越南语：／）是古代越南的行政區劃單位。

## 陈朝
陈朝设有天关镇（长安镇）、广威镇（国威镇）、天兴镇（沱江镇）、太原镇、谅山镇（谅江镇）、宣光镇、清都镇（清化镇）、望江镇（演州镇）、西平镇（新平镇）、顺化镇、云屯镇、乂安镇（临安镇）等镇，与路平级。

## 后黎朝
黎圣宗时，划分全国为十三承宣，后又改承宣为处，各处对应的军事政区称为“镇”，对应的监察政区称为“道”。所以，十三承宣又称为十三处、十三镇和十三道。
自洪顺年间起，越南战乱不断，各镇军事官员权力越来越大，开始兼理民政事务。黎中兴朝保泰二年（1721年），以裁撤冗官为由，撤销了高、宣、興、諒4個外镇的二司和府县官员，所有事务交由各镇镇官处理。

### 沿革
後黎朝十三鎮分別為山南镇、山西镇、京北镇、海阳镇、安邦镇、谅山镇、太原镇、宣光镇、兴化镇、清华镇、乂安镇、顺化镇、广南镇等13镇。
莫朝建立後，黎氏舊臣在清華、乂安擁黎反莫。莫朝大致佔據山西、山南、海陽、京北、太原、諒山、安邦7鎮，黎朝佔據清華、乂安、興化、宣光4鎮，並派阮潢收復順化和广南2鎮，此後2鎮由阮主割據。莫朝同時佔領了清華鎮2府，稱作清華外鎮，而黎朝控制的區域稱作清華內鎮。自此，清華鎮又有清華外鎮和清華內鎮的區別。
永治二年（1677年），黎朝消滅莫朝高平殘餘政權，增设高平鎮。景興二年（1741年），黎朝分山南鎮為山南上鎮和山南下鎮。黎朝共有14鎮。

## 西山朝
西山朝繼承了後黎朝的區劃，仍分為14鎮，並在鎮之上增設北城，由皇室近親擔任北城總鎮，統轄14鎮。

## 阮朝
嘉隆元年（1802年），阮朝統一越南。同年，改嘉定府為嘉定鎮。此後，阮朝各營先後改設為鎮。至明命十二年（1831年），行政區劃改革開始之前，阮朝共有27個鎮：山南鎮（原山南上鎮）、南定鎮（原山南下鎮）、山西鎮、海陽鎮、北寧鎮（原京北鎮）、廣安鎮（原安廣鎮）、太原鎮、高平鎮、諒山鎮、宣光鎮、興化鎮、寧平鎮（原清華外鎮）、清華鎮（原清華內鎮）、乂安鎮、廣平鎮、廣治鎮、廣南鎮、廣義鎮、平定鎮、富安鎮、平和鎮、平順鎮、邊和鎮、藩安鎮、定祥鎮、永隆鎮、河仙鎮。